# 円勝寺 (松戸市)
圓勝寺（えんしょうじ）は、千葉県松戸市にある真言宗豊山派の寺院。

## 歴史
1649年（慶安2年）、与道によって開山された。与道は他にも大乗院を創建している。
1771年（明和8年）に火災に遭ったが、隣人によって何とか本尊が持ち出されて無事であった。1915年（大正4年）の江戸川改修工事により、現在地に移転した。
当寺の境外社として、「小僧弁天」（古ヶ崎881）を有している。1731年（享保16年）に水死（投身自殺・殺人事件の二つの話が伝わっている）した「義真」という万満寺の小僧を「義真小僧弁財天」として祀っている。

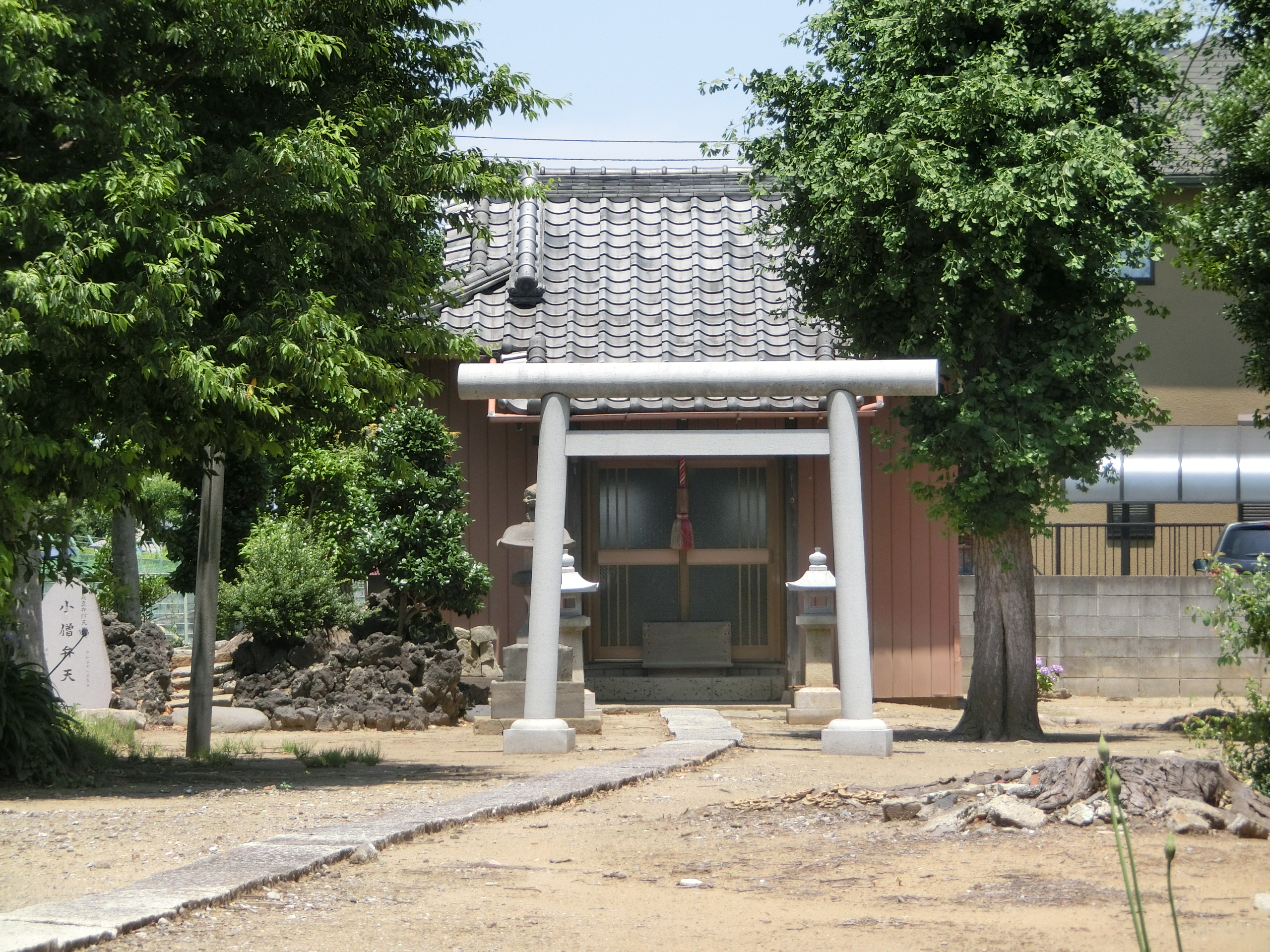
小僧弁天

## 交通アクセス
- 松戸駅より徒歩20分。